# Ørnereservatet
Ørnereservatet er fuglereservat beliggende i det nordlige Jylland, i Bindslev omtrent 20 km fra Skagen. På Ørnereservatet bor omkring 100 ørne og falke.
Ørnereservatet er etableret i 1980 af naturfotografen Frank Wenzel, der havde været fascineret af rovfugle siden barnsben, med støtte fra det saudiarabiske kongehus. Wenzel ledede reservatet indtil sin død i 2015, hvorefter ledelsen blev overtaget af hans søn Peter Frank Wenzel.
I 2005 blev der opført tribuner til publikum til deres shows.
Stedet besøges årligt af omkring 50.000 gæster, og siden åbningen, har der været over 1,5 millioner gæster har været forbi.